# چطور یک لحاف آمریکایی را می‌سازند
چطور یک لحاف آمریکایی را می‌سازند (انگلیسی: How to Make an American Quilt) یک فیلم بر پایه رمانی به همین نام نوشته ویتنی اُتو، در ژانر داستان بلوغ، درام، کمدی رمانتیک و رمانتیک به کارگردانی جوسلین مورهوس است که در سال ۱۹۹۵ منتشر شد.

## بازیگران
- وینونا رایدر
- آن بنکرافت
- الن برستین
- کیت نلیگان
- الفری وودارد
- مایا آنجلو
- جرد لتو
- کیت کپشا
- آدام بالدوین
- درموت مالرونی